# Kareja
Kareja (grčki: Καρυές) je naselje na poluotoku Atos. Glavni je grad, upravno i duhovno sjedište Autonomne Monaške Države Svete Gore dulje od jednog milenija. Središte je Protata u kojemu se ostvarivaju crkvena samouprava i sud. Kareja je sijelo sinoda (skupštine) samostana na čelu s predsjednikom igumanom. U sinod biraju svi samostani svoje zastupnike. U doba postojanja Osmanskoga Carstava sinod je plaćao sultanu danak od 37.000 tranaka.